# أماديوس سي آر إس
أماديوس (بالإنجليزية: Amadeus)‏ هو نظام حجز إلكتروني مملوك بالكامل لشركة Amadeus IT Group ومقرها الرئيسي في مدريد، إسبانيا. أما قاعدة البيانات المركزية فمتواجدة في مدينة إيدرينج في محافظة بافاريا في ألمانيا. وأما القسم التقني والتطوير فمتواجد في واحة العلوم صوفيا أنتيبوليس، فرنسا.
أماديوس هو عضو في اتحاد النقل الجوي الدولي و تحالف النقل المفتوح (بالإنجليزية: OpenTravel Alliance)‏ و شركة سيتا (بالإنجليزية: SITA)‏، ورمزه هو 1A.
في عام 2018 منحت شركة اماديوس جائزة أفضل شركة ممددة لخدمات تكنولوجيا وابتكار حلول أعمال لشركات الطيران، المطارات، الفنادق، شركات السياحة والسفر، شركات معاملات خدمات الركاب، شركات التأمين، وشركات إدارة الوجهات السياحية، وشركات بيع الخدمات السياحية عبر الإنترنت. حيث مكنت شركة اماديوس ممدي الخدمات السياحية Travel  Suppliers/Providers من تحديد احتياجاتهم والاختيار والتعديل الصحيح فيما يتعلق بأساليب الاتصال ونقل المعرفة وتقديم الاستشارات وأدوات اعداد التقارير.
اتجهت شركة اماديوس مؤخرا لتطبيق ما يعرف بقدرة التوزيع الجديد  New Distribution Capability حيث كانت من اولي الشركات التي حصلت على شهادة المستوي الثالث من الهيئة الدولية للنقل الجوي (الاياتا) في إصدارها الأخير.
عملت الهيئة الدولية للنقل الجوي – الاياتا International Air Transport Association مع شركة اماديوس وشركاء صناعة السياحة والسفر على تطوير النموذج الجديد من عمليات نقل البيانات كمتنفس مبتكر وبطريقة مبنية على البحث العلمي للمساعدة في وضع المعاير القياسية لقدرة التوزيع الجديدة ما يسهل في تطبيقه في المستقبل القريب

## تاريخه
أنشئ نظام أماديوس للحجوزات عام 1987 عن طريق تحالف بين الخطوط الجوية الفرنسية ولوفتهانزا والخطوط الجوية الأيبيرية والخطوط الجوية الإسكندنافية، وهو اليوم النظام الرائد عالمياً للحجوزات.

## نظم الحجز الإلكتروني الأخرى
من نظم الحجز الإلكتروني الأخرى:
- جاليليو (سى ار إس)
- سيبر (بالإنجليزية: Sabre)‏
- وورلد سبان (بالإنجليزية: Worldspan)‏

## وصلات خارجية
- نظام أماديوس للحجز
- الصفحة الرئيسية لشركة أماديوس
- CheckMyTrip، موقع لرؤية الحجوزات التي تم عملها بنظام أماديوس